# Picea farreri
Picea farreri (ялина Фаррера, кит.: 缅甸云杉) — вид роду ялина родини соснових.
Ялина названа на честь англійського мандрівника та колекціонера рослин Реджинальда Фаррера, який подорожував багато в Китаї та Бірмі.

## Поширення, екологія
Країни поширення: Китай (Юньнань); М'янма. Цей вид зустрічається в горах на висоті від 2400 м і 2700 м над рівнем моря, на вапняках. Клімат прохолодний і вологий, з важкими мусонними дощами. Утворює невеликі деревостої чистої ялини в зазвичай відкритому лісі, з підліском з бамбука і ялівцю.

## Опис
Дерева до 35 м заввишки, з розлогими гілками, утворюючи відкриту, широко конічну крону. Кора сіра і лущиться. Листки синьо-зелені (1.5-)1.8–2.3(-2.5)  см завдовжки, стисла, покриті білим нальотом на верхній поверхні, вершина гостра. Пилкові шишки конічно-циліндричні, розміром 20–25 × 3 мм. Насіннєві шишки сидячі, коричневі, циліндричні, розміром (6-)7–9.5(-10) × 3–4 см у відкритому стані. Насіння розміром 16 × 5 мм, включаючи крило.

## Використання
Може використовуватися локально для будівництва. Введений у Великій Британії.

## Загрози та охорона
У багатьох частинах гірського хребта, де росте вид Китай ввів заборону на лісозаготівлі в 1997 році. Вплив рубок залишається невизначеним, оскільки іноземні ботаніки не відвідували місця зростання виду з 1930 року.